# The Banana Splits Movie
The Banana Splits Movie (titulada La película de los Banana Splits en Hispanoamérica y Los Banana Splits: La película en España) es una película de terror con toques de comedia estadounidense dirigida por Danishka Esterhazy y escrita por Jed Elinoff y Scott Thomas, basada en la serie de televisión infantil de Hanna-Barbera de 1968, The Banana Splits. La película está protagonizada por Dani Kind, Steve Lund, Finlay Wotjak-Hissong, Romeo Carere, Sara Canning y la voz de Eric Bauza; la historia sigue a una familia asistiendo a una grabación en vivo de la serie de televisión de The Banana Splits e intentando sobrevivir cuando los personajes titulares se vuelven locos al enterarse de la cancelación de su serie, iniciando una oleada de asesinatos alrededor del estudio de filmación. 
The Banana Splits Movie fue estrenada el 18 de julio de 2019 en la Comic-Con de San Diego antes de ser lanzada para DVD y Blu-ray el 27 de agosto de 2019 a través de Warner Bros. Home Entertainment. La película recibió críticas generalmente positivas y fue emitida el 12 de octubre de 2019 en el canal Syfy para la temporada de Halloween.

## Argumento
Harley Williams es un gran fanático de The Banana Splits, una exitosa serie de televisión para niños de 1970 que presenta a cuatro personajes animatrónicos — Fleegle, Bingo, Drooper y Snorky — junto con su coprotagonista Stevie. Como un regalo de cumpleaños, la madre de Harley, Beth, y su padrastro, Mitch, lo llevan a una grabación en vivo de la serie en los estudios Taft con su hermano Austin y su compañera de clases, Zoe. Al llegar, la familia conoce a la anfitriona del espectáculo, Paige, y su asistente Doug, la pareja de admiradores Thadd y Poppy, la niña aspirante a actriz Parker con su padre Jonathan, y el guardia de seguridad, Sal.
A medida que la grabación está siendo preparada, el nuevo vicepresidente de programación del estudio, Andy, le informa a la productora de la serie, Rebecca, que va a cancelar la serie después del espectáculo. Las nuevas actualizaciones del software de los Banana Splits comienzan a fallar espontáneamente al enterarse de esto, con Bingo secuestrando a Andy mientras que Drooper empala una paleta de utilería en la garganta de Stevie, matándolo. Fuera del estudio, Beth descubre que Mitch la está engañando; cuando ella regresa, Mitch encuentra el cadáver decapitado de Sal antes de ser perseguido y atropellado por Snorky.
Mientras tanto, Poppy acepta la propuesta de matrimonio de Thadd mientras exploran los bastidores hasta que Fleegle aparece y asesina a Thadd, aserrándolo a la mitad para posteriormente abandonar a Poppy al escuchar a Harley y Zoe buscando a Snorky. Fleegle los lleva al taller de mantenimiento, encerrándolos con Parker, que fue secuestrada por Bingo después de que Drooper quemara la cara de Jonathan cuando buscaban a Andy para una audición.
Beth, Austin, Paige y Rebecca se enteran de la carnicería de los Banana Splits al encontrar a Jonathan gravemente herido. Mientras Paige descubre que todos los teléfonos fueron desconectados y los celulares confiscados han sido destruidos, Beth logra derrotar a Bingo antes de que ella y Austin encuentren a Poppy, convenciéndola de unirseles. Mientras tanto, Harley, Zoe y Parker conocen al creador de los Banana Splits, Karl, quien considera las acciones de sus creaciones justificadas por la cancelación de la serie. Drooper trae a Bingo para su reparación, haciendo que Karl se distraiga lo suficiente como para que los niños escapen y lo encierren en su propia celda. Al mismo tiempo, Rebecca y Jonathan son obligados a participar en la carrera de obstáculos del espectáculo, con Jonathan siendo apuñalado hasta la muerte por Fleegle en la espalda mientras que Rebecca gana antes de que Drooper le aplaste la cabeza con un martillo.
Mientras buscan una salida, Harley, Zoe y Parker se encuentran con Snorky, convenciéndolo para que los ayude. Beth, Austin, Paige y Poppy llegan al taller de mantenimiento para preguntarle a Karl cómo detener a los Banana Splits; él no proporciona información pero el grupo oye música proveniente de una escotilla en el piso. Todos bajan con excepción de Poppy, quien encuentra la máscara de una quinta Banana Split llamada "Hooty". Perdiendo la cordura, ella se pone partes del traje y mata a Karl como venganza por la muerte de Thadd.
Encontrando un pasaje subterráneo lleno con los cadáveres de Doug, el personal del estudio y los miembros adultos de la audiencia, el grupo encuentra a Fleegle y Drooper reteniendo a los niños como rehenes mientras realizan variantes horripilantes de sus actos, como quemar el cadáver de Stevie y asesinar brutalmente a Andy, arrancándole las extremidades. Snorky llega y encadena a Harley, Zoe y Parker con los otros niños, pero secretamente le da a Harley las llaves para liberarlos. Parker guía a todos los niños hacia la salida, mientras que Beth y Austin logran matar a Fleegle y Drooper. Ellos se encuentran con Paige y Zoe antes de ser arrinconados por Bingo. De repente, Snorky ataca a Bingo y logra aplastarle la cabeza, matándolo antes de morir por el daño crítico sufrido durante la pelea.
A medida que la policía y los paramédicos llegan para atender a los sobrevivientes, Austin y Paige inician una relación romántica mientras que Beth se divorcia de un Mitch gravemente herido. Dejado atrás, Mitch es atropellado nuevamente, esta vez siendo asesinado por Poppy con los restos de los Banana Splits en la parte posterior. Finalmente, mientras ella conduce, se ve a Fleegle reactivándose antes de reírse locamente.

## Reparto
- Dani Kind como Beth Williams, la protectora madre de Harley y Austin, y esposa de Mitch, que asiste a una grabación en vivo de la serie de televisión de The Banana Splits por el cumpleaños de Harley.
- Steve Lund como Mitch Williams, el padre biológico de Harley, el apático padrastro de Austin y el segundo esposo de Beth, a quien engaña en secreto.
- Finlay Wotjak-Hossing como Harley Williams, el hijo menor de Beth, medio hermano de Austin y gran fanático de los Banana Splits, especialmente de Snorky.
- Romeo Carere como Austin Williams, el hijo mayor de Beth y medio hermano de Harley, que también es fanático de los Banana Splits y acompaña a su familia al estudio.
- Sara Canning como Rebecca, la productora y directora de escena de la serie de televisión de The Banana Splits.
- Eric Bauza como la voz de Fleegle, Bingo y Drooper, los animatrónicos protagonistas principales de la serie de televisión de The Banana Splits, que inician una sangrienta masacre al enterarse de la inminente cancelación de su serie.
  - Snorky es el cuarto miembro de los Banana Splits. A diferencia de los otros tres, Snorky es mudo, vocalizando solamente en sonidos de bocinas.
  - Bauza también expresa al presentador de la serie de televisión de The Banana Splits.
- Naledi Majola como Paige, la anfitriona de la serie de televisión de The Banana Splits e interés amoroso de Austin.
- Maria Nash como Zoe, la compañera de clases de Harley, que lo acompaña al estudio por su cumpleaños.
- Kiroshan Naidoo y Celina Martin como Thadd y Poppy, una pareja comprometida y admiradores de los Banana Splits, que intentan grabar todo el espectáculo en Instagram.
- Lionel Newton como Karl, un enloquecido trabajador del estudio y responsable de la creación de Fleegle, Bingo, Drooper y Snorky.
- Richard White como Stevie, el amigable coprotagonista de la serie de televisión de The Banana Splits, que resulta ser un arrogante y egocéntrico actor al concluir las grabaciones, odiando a los Banana Splits.
- Keeno Lee Hector como Jonathan, el padre de Parker, que quiere convertirla en protagonista de la serie de televisión de The Banana Splits.
- Lia Sachs como Parker, la hija de Jonathan y aspirante a actriz que visita el estudio con su padre para demostrar su talento en televisión.
- Daniel Fox como Andy, el nuevo vicepresidente de programación de los estudios Taft, que decide cancelar la serie de televisión de The Banana Splits.
- Vash Singh como Doug, el asistente de Paige y pasante a anfitrión de la serie de televisión de The Banana Splits.
- Nicky Rebelo como Sal, el guardia de seguridad de los estudios Taft.

Actores detrás de las botargas de los Banana Splits:
- Terry Sauls como Fleefle the Beagle, como el Animatrónico principal del Show de los Banana splits, uno de los responsables de la mazacre en Taft Studios (asesino con motivo)
- Buntu PLan como Bingo el mono (O gorila), es uno de los miembros del show de los Banana splits (asesino con motivo)
- Kori Clarke como Drooper el león, otro miembro de los SPlits, es quien comienza toda la masacre por una serie de eventos en el film.
- Brandon Vraagom como Snorky, es el último miembro de los Splits, este no posee habla como se mencionó anteriormente y solo hace sonidos de bocina con su trompa.

## Producción
El 19 de febrero de 2019, Blue Ribbon Content, división de Warner Bros. Television Group, anunció que estaba colaborando con Blue Ice Pictures para producir una adaptación cinematográfica de la serie de televisión de The Banana Splits, tomando lugar en un escenario de horror, programada para ser estrenada el 18 de julio de 2019 en la Comic-Con de San Diego, lanzada en DVD y Blu-ray en agosto de 2019 y transmitida en el canal Syfy en octubre del mismo año.
Danishka Esterhazy, quien trabajó como directora de segunda unidad para la serie de televisión de Syfy, Channel Zero, fue contratada para dirigir la película, basándose en un guion escrito por Jed Elinoff y Scott Thomas, quien también trabajo para series como Randy Cunningham: Ninja Total y La hora del terror. La película obtuvo clasificación R por la Asociación Cinematográfica de Estados Unidos por "violencia de terror y gore", marcándola como la primera adaptación cinematográfica de una propiedad de Hanna-Barbera o Sid y Marty Krofft en recibir esta clasificación.
El 13 de junio de 2019, cuando Syfy Wire lanzó el tráiler oficial de la película, algunos hicieron comparaciones con la próxima adaptación cinematográfica de Five Nights at Freddy's. Patrick Stump de Fall Out Boy compuso la partitura de la película, así como una versión roquera del tema musical de The Banana Splits.

### Medios caseros
The Banana Splits Movie obtuvo un estimado de $184.822 en ventas de DVD y Blu-ray.

## Recepción

### Crítica
The Banana Splits Movie recibió críticas generalmente positivas por parte de la crítica, así como comentarios mixtos, negativos y positivos por parte de la audiencia. En Rotten Tomatoes, la película posee una calificación aprobatoria del 63%, basada en 15 reseñas, con una calificación promedio de 6 sobre 10.
Kat Hughes de The Hollywood News elogió la película y su dirección, diciendo que "Danishka Esterhazy demuestra la amplitud de su rango de directora. The Banana Splits Movie es una cacofonía llena de muertes y personajes divertidos, desarrollándose como una especie de Charlie y la fábrica de chocolate para adultos". William Bibbiani de Bloody Disgusting dio una crítica positivas, comentando que la película "ofrece una satisfactoria secuencia de asesinatos «slasher»" pero que "se basa tanto en la desconexión cognitiva que no se siente más que un irónico recuento de asesinatos". El crítico Jim Johnson de Comic Book Resources escribió que "es un movimiento audaz que funciona, porque aquí, en 2019, no hay nada mejor que hacer con los Banana Splits. Y no es como si alguien más tuviera una mejor idea". Russ Burlingame de ComicBook.com elogió las actuaciones y el guion, diciendo que "The Banana Splits Movie será controvertida — especialmente entre aquellos que todavía tienen afición por la serie original — pero en su mayoría, clava bien el aterrizaje, siendo impulsado por un gran elenco, guión y producción". Luke Thompson, escribiendo para Forbes, comentó que "... hasta que tengamos una película de Five Nights at Freddy's, esta sí cumple en traer un grupo único de peludos y aterradores animales animatrónicos".
Ben Kenigsberg de The New York Times le dio una crítica negativa a la película, escribiendo que es "mucho menos loca de lo que quiere ser y mucho más soporífera de lo que sugeriría una sinopsis". Mike McGranaghan de The Aisle Seat le dio dos de cuatro estrellas a la película, escribiendo que "cuando está haciendo lo que se supone que debe hacer, The Banana Splits Movie tiene una novedad, un valor definitivo. Desafortunadamente, eso es solo alrededor del 50% del tiempo, como máximo".